# Bourgetia saemanni
Espèce
Bourgetia saemanni est une espèce fossile de mollusques gastéropodes marins du Jurassique moyen et supérieur (- 171,6 à - 150,8 Ma). Il a été découvert notamment en France, en Éthiopie et au Royaume-Uni.

## Synonymes

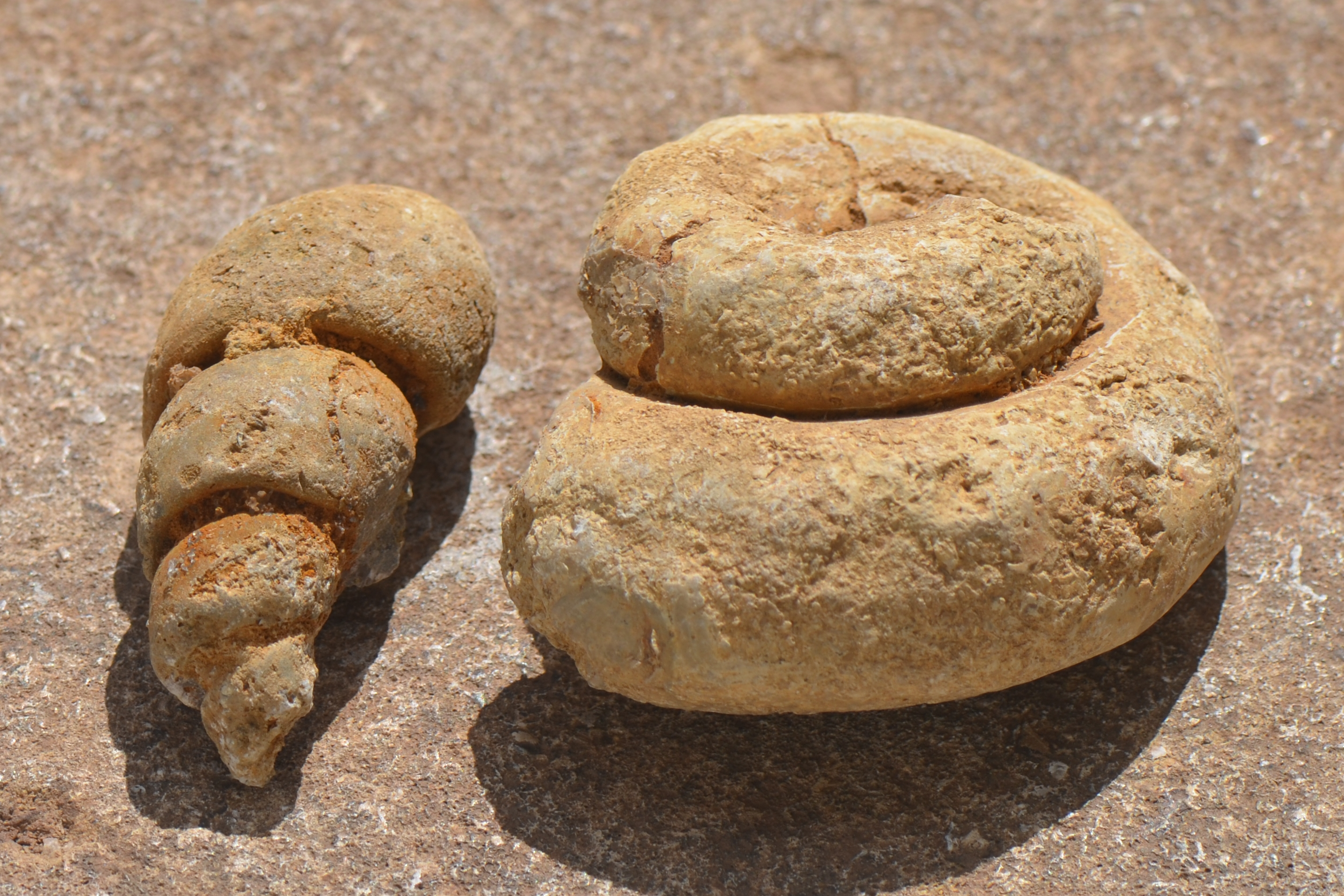
Fossiles déformés par les sédiments

- Bourguetia saemanni
- Melania striata[1]